# Dactyloscirus inermis
Dactyloscirus inermis är en spindeldjursart som först beskrevs av Trägårdh 1905.  Dactyloscirus inermis ingår i släktet Dactyloscirus och familjen Cunaxidae. Inga underarter finns listade i Catalogue of Life.